# Parco nazionale di Rikuchū Kaigan
Il Parco nazionale di Rikuchū Kaigan (陸中海岸国立公園?, Rikuchū Kaigan Kokuritsu Kōen) è un parco nazionale nelle prefetture di Iwate e Miyagi.
Istituito il 2 maggio 1955, in seguito al Terremoto e maremoto del Tōhoku del 2011, è stato incorporato con il Parco naturale di Tanesashi Kaigan Hashikamidake nel Parco nazionale di Sanriku Fukkō. Il litorale del parco si caratterizza per la forte erosione attuata dal mare; in particolare, la costa meridionale è un esempio di ría. La flora del luogo include il pino rosso giapponese, l'azalea e la rosa rugosa; in termini di fauna, è invece diffuso il gabbiano codanera, la berta e il capricorno.